# سرجو مارلی
سرجو مارلی (ایتالیایی: Sergio Marelli; ۲۴ مهٔ ۱۹۲۶ – ۲۲ ژوئیهٔ ۲۰۰۶) بازیکن بسکتبال اهل ایتالیا بود.
از باشگاه‌هایی که در آن بازی کرده‌است می‌توان به باشگاه بسکتبال پالاسانسترو وارزه اشاره کرد.